# Липиене, Ирена (художница)
Ирена Юозо Липиене-Навицкайте (лит. Irena Juozo Lipienė Navickaitė, 25 декабря 1939, Каунас — 7 сентября 2016, Вильнюс) — художница, витражист. Заслуженная художница Узбекистана (1989). Член Союза художников СССР. Лауреат премии ЛКСМ Узбекской ССР.

## Биография
Родилась 25 декабря 1939 года в Каунасе. Создала более 100 витражей и объемных композиций из стекла, металла и люстр для интерьеров.
В 1965 году окончила Вильнюсский художественный институт. После чего работала в конструкторском бюро Министерства строительства в Вильнюсе.
С начала 1960-х жила и много работала в Узбекистане.
С 1966 по 1985 год жила в Ташкенте: с 1966 по 1974 год преподавала в Театрально-художественном институте им. А. Островского, работала в художественном комбинате «Рассом» (по-узбекски «Художник»). Создала стеклянные композиции для оформления метро (станции «Площадь Независимости», «Хамида Алимжана» и «Пушкинская»). Автор люстр «Цветы ветров» в восточном зале ресторана «Коинот» в Ташкентской телебашне (1984 год), «Горение» в Кокандском музыкально-драматическом театре (1986 год), а также «Гимн Солнцу», «Луна» и «Парад планет» в административном здании гелиокомплекса «Солнце» (1987 год). И многих других работ.
С 1985 по 1995 год работала в Союзе художников Литвы.
Умерла 7 сентября 2016 года.

## Избранные работы

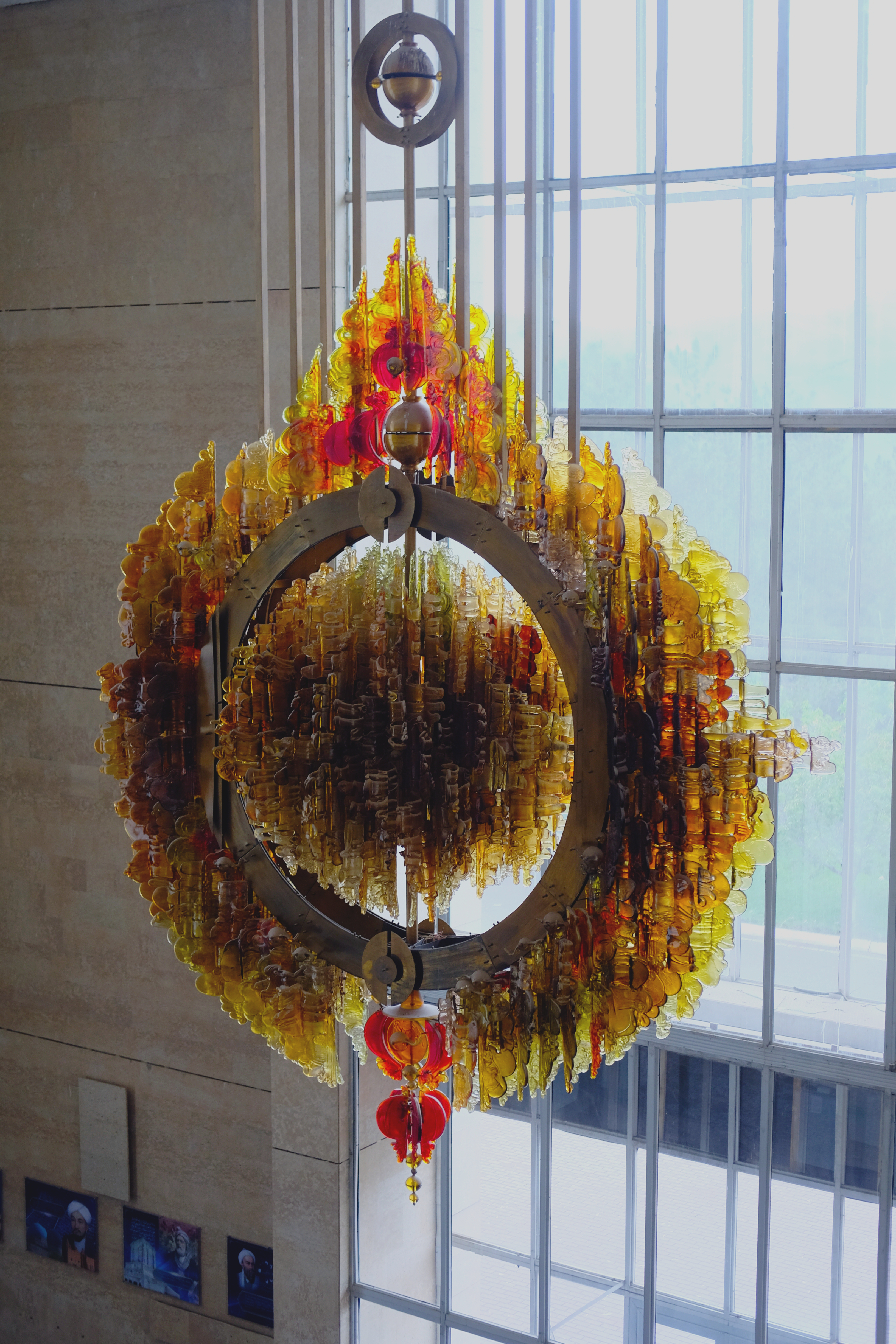
Одна из работ, украшающих Гелиокомплекс «Солнце»

Работы Липиене сочетают в себе элементы монументального искусства с оригинальными декоративными формами, новаторской стеклопластикой, со световыми эффектами. Их характеризует гармония пространственной композиции и архитектуры, в которой они установлены. Она также писала картины маслом и пастелью, рисовала углём и сангиной.
- Витражные композиции «Цветы и листья» (1975 г., правительственная резиденция Узбекистана в зимнем саду в Ташкенте).
- Витраж «Белый папоротник» (1980 г., Здание Сейма в Вильнюсе).
- Оформление станций ташкентского метро и Телебашни (1985 г.).
- Композиция «Янтарная симфония» (1982 г., Друскининкайский физиотерапевтический курорт)[8].
- Солнечная пульсация (1986 г., Паневежский ресторан «Жара»).
- Оформление гелиокомплекса «Солнце» (1987—1989 гг., Паркент).
- Композиция «Пространства» (1994 г., Административное здание Литовских авиалиний в Вильнюсе).
- Пространственные витражные паруса, Вертикаль (оба 2002, торговый центр Iris Shopping в Алитусе).
- Витражи «Зимнее окно» и «Интерфейс Земля-Небо» (2007—2009 гг.).

## Семья
- Юозас Липас — муж[9]
- Рута Липиене — дочь

### Комментарии
1. ↑  Так же в советских источниках её фамилия указывалась, как «Липене».